# Étrun
Étrun település Franciaországban, Pas-de-Calais megyében. Lakosainak száma 326 fő (2022. január 1.). Étrun Marœuil, Mont-Saint-Éloi, Agnez-lès-Duisans, Duisans és Haute-Avesnes községekkel határos.

## Népesség
A település népességének változása:
| Lakosok száma | 325  | 320  | 314  | 310  | 311  | 316  | 321  | 326  |
|               | 2013 | 2015 | 2017 | 2018 | 2019 | 2020 | 2021 | 2022 |